# اشنار
اشنار، روستایی در دهستان گاوینه‌رود بخش صومعه شهرستان ترکمانچای در استان آذربایجان شرقی ایران است.
روستای اشنار یکی از قدیمی ترین روستاهای منطقه بزقوش می باشد که در شهرستان ترکمانچای قرار دارد رودخانه اشنار چایی که از کوه های بزقوش سرچشمه میگرد در آن قرار دارد
روستای اشنار دارای یک سد نیز میباشد که اولین سد احداث شده در منطقه صومعه میباشد
روستای اشنار دارای طبیعت زیبا و گردشگری زیبا میباشد
میوهای این روستا اکثریت سیب و گیلاس و گردو سنجد و به و آلوچه و زردآلو و هلو و.‌‌..میباشد 
مناطق قدیمی این روستا میتوان به منظقه قاراپیر و سنی مزار صاندقی و اورس کلیئ و تپه چمن اشاره کرد

## جمعیت
بر پایه سرشماری عمومی نفوس و مسکن در سال ۱۳۹۵، جمعیت این روستا برابر با ۵۶۶ نفر (۱۶۵ خانوار) بوده است.